# El colombian dream
El colombian dream es una película colombiana escrita y dirigida por Felipe Aljure. Se estrenó el 27 de octubre de 2006 y fue rodada en locaciones de Girardot, ciudad natal del director. La película hace una reflexión sobre los valores y antivalores de la sociedad colombiana en la actualidad. 

## Técnica
La película fue rodada en super 16 y pasada a formato digital con la intención de añadirle efectos visuales en posproducción, por lo que cuenta con efectos digitales y animaciones en 3D que se incorporan a la narrativa de la película, mostrando elementos surrealistas, postmodernistas y del cómic. En el momento de filmar no se usaron lentes intermedios trabajando con lentes granangulares y lentes teleobjetivos. Las exigencias técnicas de la película obligaron a emplear 16 semanas de rodaje, cuando el promedio para una película en Colombia es de 8 semanas.

### Lenguaje visual
El colombian dream utiliza una compleja serie de recursos de edición y fotografía que contribuyen a generar un ambiente de incertidumbre y riesgo constante. Varias escenas se reproducen a alta velocidad y otras aparecen en cámara lenta con los diálogos superpuestos. Un detalle notable de algunas escenas es la aparición en pantalla de dos ángulos simultáneos desde donde se narra la acción. Otras son presentadas con un breve título o viñeta con un resumen de lo que ocurrirá. Un elemento que se repite con frecuencia es el primer plano de los protagonistas mirando a la cámara durante una narración de Lucho.

## Argumento
La historia es narrada por la voz de Lucho, un niño abortado hace catorce años. Mientras espera un cuerpo nuevo donde reencarnar, observa los acontecimientos que rodean a su hermana Rosita y a su madre Lola.
En la secuencia de introducción a la película Lucho explica que su madre intentó ganar fortuna en los Estados Unidos, y después de fracasar y tener que volver a Colombia abrió una discoteca en Girardot, llamada El Colombian Dream, que, como paralelo del sueño americano, representa una metáfora del ideal de realización en Colombia: manejar exitosamente una empresa propia, o hacer dinero fácil en negocios clandestinos.
Lola tiene dos sobrinos, Pepe y Enrique Arango, dos gemelos adolescentes que sólo se distinguen porque Pepe tiene seis dedos en el pie izquierdo. Su padre es Enrique "El Susy" Arango, locutor español y dueño de Radio Erótica, una emisora que funciona en una casa rodante. Con el deseo exacerbado a causa del trabajo de su padre y el furor propio de sus hormonas, los dos hermanos, de vacaciones en la finca de su tía, forman un tenso triángulo amoroso con Rosita.
Una noche, un hombre misterioso, a quien el narrador se refiere como "un ángel", ofrece pastillas alucinógenas a los tres adolescentes, quienes rápidamente son seducidos por las nuevas sensaciones y la posibilidad de enriquecerse vendiendo las drogas.
Luego de robar una cantidad pequeña para distribuirla en la discoteca de su tía, el dueño de la mercancía los descubre y, entregándoles quince millones de pesos, los obliga a comprometerse a guardar para él dos cajas de pastillas. Este hombre se apoda "El Sagaz" y es hijo de la mujer a quien los gemelos han robado las drogas, una señora que públicamente censura la ocupación de su hijo pero trafica a escondidas. En todas las escenas, "El Sagaz" se ve enervado por la intoxicación y está acompañado de una mujer drogada y encadenada a él, quien a lo largo de la película suplica varias veces que le retiren el candado para poder ir a orinar. Al utilizar a los muchachos para esconder las drogas, él busca ganar una posición de presión en las negociaciones con su socio John MacClane, porque no está satisfecho con la distribución de ganancias que le ha propuesto para su próxima venta.
Días más tarde llegan al domicilio de los muchachos personas de diferentes procedencias, dejando poco a poco pastillas de colores hasta que las prometidas 2 cajas se convierten en 17. Con el dinero que les ha entregado "El Sagaz" pasan una tarde frenética de compras, pero no quieren meterse en líos con la posesión de drogas y deciden devolver el encargo, pero al llegar a casa de "El Sagaz" se enteran de que ha muerto por sobredosis. John MacClane ha raptado a la mujer encadenada, quien termina abaleada al resultar inútil interrogarla.
Desde ese momento, los gemelos buscan la forma de deshacerse de las cajas que buscan los socios del traficante. Las esconden en cajas de videocintas etiquetadas con títulos de cine colombiano y las guardan en su casa, pero mientras acompañan a un cómplice que se ofreció a conseguirles distribuidor, se enteran de que su padre ha sido secuestrado.
Del teléfono celular de la novia del "Sagaz", los hombres de MacClane han obtenido el número que los muchachos le habían dado para el contacto y, confundiendo el nombre del hijo con el del padre, se llevan al locutor y a su esposa, requisan la casa sin encontrar las pastillas y, enfurecidos, drogan al locutor y lo sueltan en la carretera donde empieza a sufrir alucinaciones en secuencia de escenas surrealistas.
Los hombres de MacClane encuentran a los gemelos y los interrogan severamente. Al ver que cada uno de los dos afirma llamarse Enrique para salvar al otro, deciden escoger al azar y encerrar a uno por garantía y dejar al otro libre, con un plazo de 24 horas para devolver la droga. Éste, que resulta ser Pepe, regresa a su casa y, ocultando su pie para hacerse pasar por su hermano, aprovecha el dolor de Rosita y empieza a hacer avances con ella. Mientras tanto, Enrique encuentra en la oscuridad de su celda a una mujer con quien se desahoga sexualmente.
Lola queda pasmada por la suerte de su sobrino, y se ve en el dilema de seguir con las costosas remodelaciones de su discoteca o tener que devolver la mercancía (que al principio había criticado, pero al oír el precio que podía alcanzar, la había empezado a distribuir). Pero antes de que puedan ir a casa del "Susy" Arango por las cajas camufladas con videocintas, éstas son embargadas por un viejo acreedor, quien no se toma el trabajo de abrirlas y, fastidiado, las destruye.
La ausencia de la mercancía tiene irritado a MacClane, quien al día siguiente debe cerrar el negocio con varios distribuidores extranjeros. Su segundo hombre, apodado "El Duende", cansado de interrogar y torturar en vano, decide traicionar a su jefe y hacerle llegar un cargamento falso para que los socios extranjeros se enfurezcan y lo maten. "El Duende" pretende quedarse con la esposa de MacClane, a quien ha conseguido seducir aprovechando un poder inexplicado: el "Duende" puede excitar sexualmente a una mujer abofeteándola. En la película se sugiere que él es el verdadero padre del bebé que tiene MacClane, pero ella decide exponer el cargamento fraudulento y el "Duende" resulta muerto.
Enrique logra salir de su encierro y, junto con su compañera de celda, descubre el cargamento de drogas falsas, pero solo examina uno de los tanques, un señuelo con pastillas reales, y emocionado se lleva el camión.
John MacClane cancela la venta, a pesar de que deseaba hacer esta última entrega antes de abandonar el negocio definitivamente; el "Susy" Arango es encontrado y llevado a un hospital, pero luego desaparece y empieza a recorrer las carreteras con su emisora ambulante; Pepe logra tener su iniciación sexual con Rosita a pesar de que ella descubre la suplantación a raíz de una llamada que hace Enrique para informar de que está bien, aunque no deja claro cuándo regresará.
Finalmente, antes de asumir su nueva vida en el cuerpo del hijo recién nacido de la esposa de MacClane, Lucho busca a su madre para despedirse de ella y conocer por fin su rostro, pues, aunque se ha aparecido en el mundo de los vivos para visitarla, nunca la ha visto de frente.

## Reparto
La película cuenta con actores como Ana María Orozco quien interpreta a Nicole, esposa del "Susy" Arango. Orozco es reconocida a nivel internacional por el papel de la famosa Betty la Fea.
Otros actores que reaparecieron fueron Mateo y Santiago Rudas quienes habían participado como los gemelos Blanco en la primera versión de la telenovela La viuda de Blanco.

### Otros personajes
- Lucho interpretado por Miguel Canal es un niño abortado hace catorce años que busca un cuerpo sin alma para reencarnar en él mientras observa los acontecimientos sucedidos a Rosita su hermana y a su madre Lola, dueña de la discoteca El Colombian Dream.
- Jesús Elvis Simbaqueva el elegido, interpretado por Julián Díaz es un hombre de escasos recursos económicos y único hijo de un legendario asesino a sueldo. Su sueño es ser poeta pero su entorno lo obliga a convertirse en asesino, el problema es que es incapaz de matar a alguien.
- El Susy Arango, interpretado por Gonzalo de Sagarminaga, es un locutor de España que transmite para la población de Girardot desde su emisora móvil Radio Erótica junto con su esposa Nicole, interpretada por Ana María Orozco.
- El Duende interpretado por Héctor García, es uno de los "amigos" de John MacClane, con la diferencia de que él es pobre y MacClane es rico. Tiene una táctica seductora muy curiosa, y es abofetear a las mujeres con lo que él llama la bofetada cachonda.
- John MacClane interpretado por Manuel Sarmiento, es un joven traficante que quiere dejar el negocio para poder vivir tranquilo con su mujer y su supuesto hijo.
- Pepe y Enriquito Arango, interpretados por Mateo y Santiago Rudas, un par de gemelos bogotanos de vacaciones en Girardot que forman un triángulo amoroso con su prima Rosita, interpretada por Manuela Beltrán. Pepe posee seis dedos en su pie izquierdo. Son hijos del periodista erótico 'El Susy' Arango.
- Ana, esposa de John MacClane, no sabe si el hijo recién nacido que tiene en sus brazos es hijo de John o de 'El duende'.
- Rosita, interpretado por Manuela Beltrán, prima de Pepe y Enriquito. entre los tres forma un triángulo amoroso donde Pepe, está enamorado de Rosita, Rosita es novia de Enriquito, y a Enriquito le encanta la plata.

## Recepción
La película fue lanzada bajo el lema publicitario de "Véala antes de que la prohíban". Dentro de la crítica y el público en general generó opiniones divididas, mientras que algunos enaltecen sus logros técnicos, el ritmo frenético y la sátira cultural manejada en la película, otros califican esos mismos elementos como excesivos.

## Elementos culturales
Dentro de la película se observan varios elementos relacionados con la identidad cultural colombiana tratados en forma de sátira. Uno de estos detalles se muestra en la canción interpretada por los personajes que entregan las pastillas alucinógenas con la frase Que aquí mandó el patrón lleva la melodía del Himno nacional de Colombia. Además, las pastillas vienen en tres variedades: amarillas, azules y rojas, imitando los colores de la Bandera de Colombia.